# Прокопенко Катерина Сергіївна

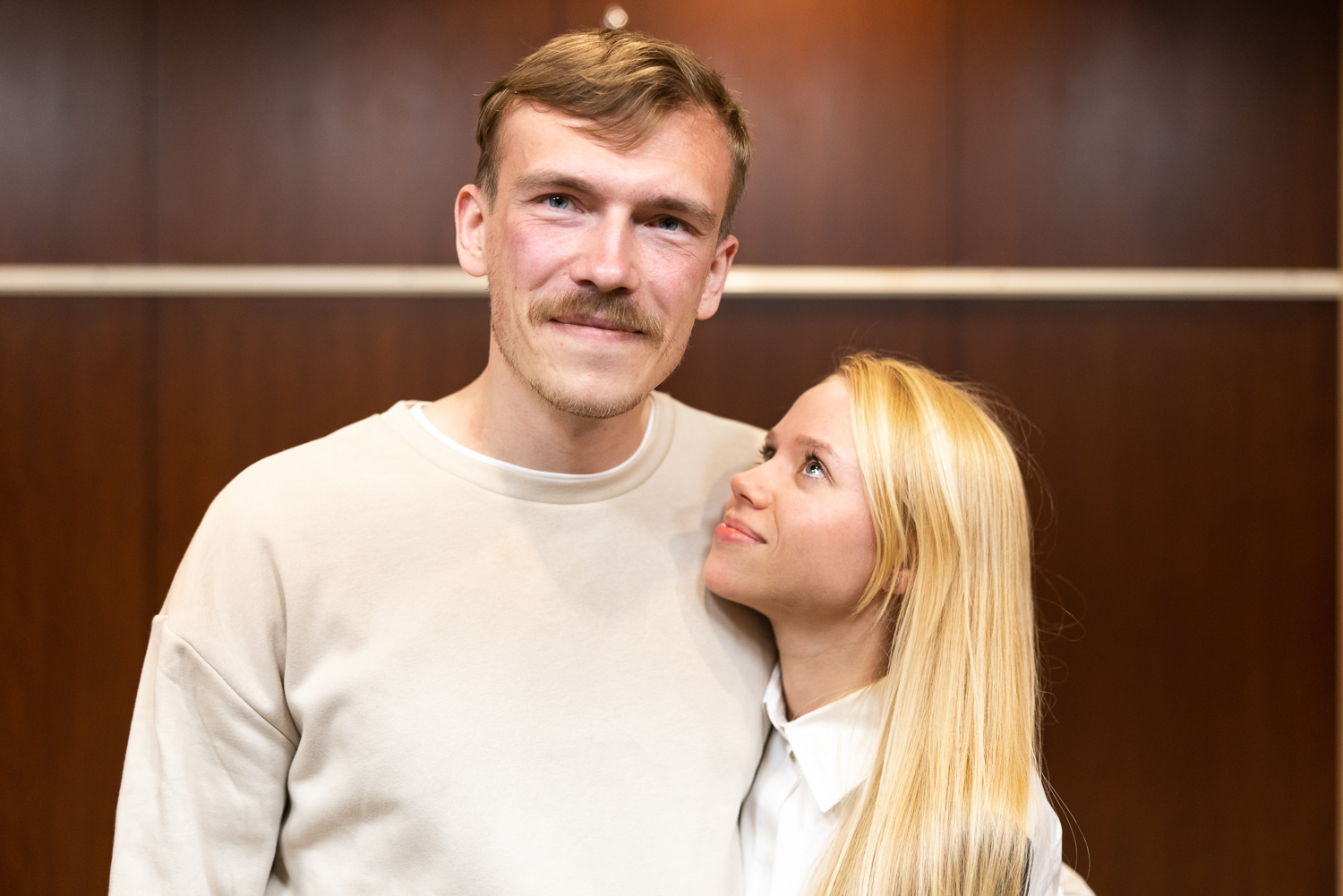
Катерина та Денис Прокопенки

Катерина Сергіївна Прокопенко, до шлюбу Козіна (нар. 1995, м. Київ, Україна) — українська ілюстраторка, громадська активістка, волонтерка. Керівниця ГО «Асоціація родин захисників "Азовсталі"» та БФ «Фонд підтримки родин захисників "Азовсталі"». Дружина Дениса Прокопенка.

## Життєпис
Катерина Козіна народилася 1995 року в Києві.
У 2015 році познайомилася з Денисом Прокопенком, а 2019-го вони одружилися.

### Російсько-українська війна
До повномасштабного російського вторгнення в Україну працювала ілюстраторкою (творче псевдо — «Коза рогата», від дошлюбного прізвища Козіна). Згодом почала волонтерити.
Навесні 2022 року під час оборони Маріуполя, разом з іншими рідними військовослужбовців ОЗСП «Азов», Катерина доклала зусиль для збереження життів особового складу маріупольського гарнізону та свого чоловіка зокрема.
11 травня 2022 року Катерина Прокопенко разом із дружиною іншого бійця «Азову» Юлією Федосюк зустрілися у Ватикані із Папою Римським Франциском та звернулися до нього з проханням допомогти врятувати українських захисників з «Азовсталі» у Маріуполі на Донеччині. Також намагалися закликати політичних лідерів сприяти процедурі «екстракції» за прикладом операції в Дюнкерку (1940).
Після того, як у травні 2022 року українські військовослужбовці потрапили в полон, Катерина разом з іншими сім'ями «азовців» докладала усіх зусиль, щоб повернути їх додому. Після виходу захисників у полон Катерина Прокопенко заснувала та керує громадською організацією «Асоціація родин захисників Азовсталі», займається правозахисною діяльністю, очолює кампанію для визволення оборонців Маріуполя з полону.
23 березня 2023 року Прокопенко зареєструвала на вебсайті президента України петицію з проханням започаткувати в Україні день вшанування захисників Маріуполя 20 травня. Станом на 7 червня петиція набрала понад 27 тисяч підписів.